# Фелисия Фар
Фелисия Фар (на английски: Felicia Farr) е американска актриса и модел. 

## Биография
Родена е на 4 октомври 1932 година в Уестчестър, Ню Йорк,  дъщеря на Силвия (Шварц) и Макс Дайнс. Родителите й са от руски еврейски и румънски еврейски произход. Тя посещава гимназията „Еразъм Хол“  и е учила социология в Пен стейт. 

### Кариера
Тя се появява в няколко фотосесии като модел за реклами през 1950-те и 1960-те. През 1955 г. подписва седемгодишен договор с Кълъмбия Пикчърс. Нейните най-ранни участия на екрана датират от средата на 1950-те години и включват „Джубал“ (1956)  и „3:10 до Юма“ (1957), и двете с Глен Форд и „Последната каруца“ (1956) с Ричард Уидмарк.
По-късните филми на Фар включват „Целуни ме, глупако“ (1964) на Били Уайлдър с Дийн Мартин и Рей Уолстън като съпруг, роля, първоначално предназначена за Джак Лемън. Играе снахата на Уолтър Матау в „Коч“ (1971), единственият филм режисиран от Лемън; Във филма на Дон Сийгъл „Чарли Варик“ (1973) с Уолтър Матау.
Фелисия Фар има повече от 30 телевизионни участия в „Часът на Алфред Хичкок“, „Бонанза“, „Бен Кейси“, „Законът на Бърк“ и много други.

### Личен живот
На 2 септември 1949 г. Дайнс се омъжва за актьора Лий Фар,  от този брак има дъщеря Дениз Фар, която по-късно става съпруга на актьора Дон Гордън. Вторият съпруг на Фар е актьорът Джак Лемън. Сватбата им е през 1962 г., докато Лемън снима комедията „Ирма Ла Дус“ в Париж. Остават женени до смъртта му през 2001 г.  По време на брака си с Джак Лемън, Фар ражда дъщеря Кортни през 1966 г.  Тя е и мащеха на доведения син на Лемън, актьора и автор Крис Лемън, от първия му брак.

## Избрана филмография
| година | филм              | оригинално заглавие | роля         | режисьор     |
| ------ | ----------------- | ------------------- | ------------ | ------------ |
| 1956   | Джубал            | Jubal               | Наоми Хоктор | Делмар Дейвс |
| 1956   | Последната каруца | The Last Wagon      | Джени        | Делмар Дейвс |